# Triangle d'Or (Ottawa)
Pour les articles homonymes, voir Triangle d'or.
Le Triangle d'Or est un secteur du quartier Centre-ville dans le district Somerset (en), à Ottawa, en Ontario, au Canada.  

## Géographie
Le secteur prend la forme d'un triangle formé de la rue Elgin, à l'ouest, et du canal Rideau, à l'est.  
La rue Elgin est sa principale artère commerciale. Surnommée « mile des Sens » en hommage aux performances des Sénateurs d'Ottawa, la rue abrite boutiques, galeries, restaurants, cafés, bars et discothèques. À la frange est, la Promenade de la Reine-Elizabeth ceinture le quartier en longeant le canal Rideau de manière panoramique. 
Le cadre bâti du secteur est dominé par de grandes maisons unifamiliales, dont un certain nombre ont été subdivisées, avec quelques édifices multi-logements.

## Histoire
Une série d'explosions (en) dans les égouts a causé des dommages matériels dans toute le secteur le 29 mai 1929. 